# Chiara Aurelia
Chiara Aurelia de Braconier d'Alphen (Taos, Nuevo México; 13 de septiembre de 2002) es una actriz estadounidense. Comenzó su carrera como actriz infantil en las películas Gerald's Game y Back Roads. Desde 2021 interpreta a Jeanette Turner en la serie dramática adolescente de Freeform, Cruel Summer.

## Primeros años
Aurelia nació en Taos, Nuevo México, hija de Frederic de Braconier d'Alphen y Claudia Kleefeld. La familia de su madre es judía, y además tiene una hermana mayor en Inglaterra. Su padre, que murió cuando Chiara tenía tres años, era de Lovaina, Bélgica, sobrino nieto de Édouard Empain y descendiente de Pedro Pablo Rubens. Su madre es hija del cantante y actor Tony Travis/Kleefeld y de la autora y poeta Carolyn Mary Kleefeld, y nieta del constructor Mark Taper, del Mark Taper Forum.
Aurelia creció en Albuquerque. Comenzó a actuar en producciones escolares y clases de teatro locales cuando tenía cinco años. Desde los once años, dividió su tiempo entre Albuquerque y Los Ángeles para seguir con su carrera. Perfeccionó sus habilidades en el Instituto Lee Strasberg.

## Carrera
Aurelia comenzó su carrera como actriz infantil con pequeños papeles en cine y televisión, así como apariciones en cortometrajes como Dead Celebrity. En 2017 interpretó una versión joven del personaje de Carla Gugino en la adaptación cinematográfica de la novela de Stephen King, Gerald's Game, mientras que en 2018 interpretó a Misty Altmyer en la película debut del director Alex Pettyfer, Back Roads, y ambos le valieron los premios Young Entertainer.
En 2021, Aurelia comenzó a interpretar a Jeanette Turner en la serie Cruel Summer del canal Freeform, además de interpretar a Rose Lord en la serie de TNT, Tell Me Your Secrets. También apareció en la película La calle del terror (Parte 2): 1978. Por su actuación en la serie Cruel Summer, Aurelia recibió nominaciones a los premios HCA y Critics' Choice. En julio de 2021, se anunció que Aurelia estaría en el elenco de la próxima película de Netflix, Luckiest Girl Alive.

## Filmografía

### Cine
| Cine | Cine                                | Cine                | Cine          |
| Año  | Título                              | Rol                 | Notas         |
| ---- | ----------------------------------- | ------------------- | ------------- |
| 2015 | We Are Your Friends                 | Kayli               |               |
| 2017 | Gerald's Game                       | Jessie (joven)      |               |
| 2018 | Black Roads                         | Misty Altmyer       |               |
| 2021 | La calle del terror (Parte 2): 1978 | Sheila              |               |
| TBA  | Luckiest Girl Alive                 | Ani FaNelli (joven) | Posproducción |

### Televisión
| Televisión | Televisión                     | Televisión                    | Televisión                               |
| Año        | Título                         | Rol                           | Notas                                    |
| ---------- | ------------------------------ | ----------------------------- | ---------------------------------------- |
| 2014       | CSI: Crime Scene Investigation | Karen Bishop (joven)          | Episodio: «Dead in his tracks»           |
| 2014       | Pretty Little Liars            | Addison                       | Episodio: «How the 'A' Stole Christmas»  |
| 2015       | Agent Carter                   | Eva (a los 10 años de edad)   | Episodio: «The Iron Ceiling»             |
| 2015       | Nicky, Ricky, Dicky & Dawn     | Denise                        | Episodio: «Quad-ventures in Babysitting» |
| 2015       | Foreseeable                    | Zoey Williams                 | Película para televisión                 |
| 2016       | Recovery Road                  | Ellie (a los 12 años de edad) | Episodio: «Sick as Our Secrets»          |
| 2016       | Secret Summer                  | Hailey                        | Película para televisión                 |
| 2018       | The Brave                      | Verina Curtis                 | 2 episodios                              |
| 2021       | Tell Me Your Secrets           | Rose Lord                     | Elenco principal                         |
| 2021       | Cruel Summer                   | Jeanette Turner               | Elenco principal                         |

## Premios y nominaciones
| Año  | Galardón                                | Categoría                                                                        | Obra          | Resultado | Ref.   |
| ---- | --------------------------------------- | -------------------------------------------------------------------------------- | ------------- | --------- | ------ |
| 2015 | CineRockom International Film Festival  | Mejor artista joven                                                              | Opal          | Ganadora  |        |
| 2016 | Young Artist Awards                     | Mejor actuación en una película para televisión o especial – Actriz joven        | Secret Summer | Nominada  |        |
| 2017 | BaM Awards                              | Mejor actuación de una actriz joven en un papel secundario                       | Gerald's Game | Ganadora  |        |
| 2018 | Young Entertainer Awards                | Mejor actriz joven de reparto – Largometraje independiente o de festival de cine | Gerald's Game | Ganadora  |        |
| 2019 | Young Entertainer Awards                | Mejor actriz joven de reparto – Largometraje independiente o de festival de cine | Back Roads    | Ganadora  |        |
| 2019 | National Film & Television Awards       | Mejor revelación                                                                 | Ella misma    | Nominada  | [ 14 ] |
| 2021 | Hollywood Critics Association TV Awards | Mejor actriz en una cadena de transmisión o serie de cable – Drama               | Cruel Summer  | Nominada  | [ 15 ] |
| 2021 | Women's Image Network Awards            | Mejor actriz – Serie de drama                                                    | Cruel Summer  | Nominada  |        |
| 2022 | Critics' Choice Television Awards       | Mejor actriz en serie de drama                                                   | Cruel Summer  | Nominada  | [ 16 ] |